# Sparks (canção de Hilary Duff)
"Sparks" é uma canção da cantora norte-americana Hilary Duff, gravada para o seu quinto álbum de estúdio Breathe In. Breathe Out. (2015). Foi escrita e produzida por Christian "Bloodshy" Karlsson e Peter Thomas, com escrita adicional de Ebba Tove Elsa Nilsson e Sam Shrieve, e co-produzida por Svidden. Foi lançado como terceiro single do álbum em 7 de abril de 2015.

## Performances ao vivo
Duff apresentou a canção pela primeira vez no The Ellen DeGeneres Show em 24 de maio de 2015.

## Alinhamento de faixas
- Download digital

1. "Sparks" — 3:05

## Créditos e pessoal
- Hilary Duff — composição, vocais
- Bloodshy  — composição, produção
- Peter Thomas — composição, produção
- Sam Shrieve — composição
- Svidden — produção adicional
- Serban Ghenea — mixagem
- John Hanes — engenharia

Créditos adaptados de Qobuz.com.

## Desempenho nas tabelas musicais

### Posições
| Tabela musical (2015)                           | Melhor posição |
| ----------------------------------------------- | -------------- |
| Canadá (Canadian Hot 100)                       | 63             |
| Eslováquia (Singles Digitál Top 100)            | 52             |
| Estados Unidos (Bubbling Under Hot 100 Singles) | 8              |
| Estados Unidos (Twitter Real-Time)              | 1              |
| Chéquia (Singles Digitál Top 100)               | 59             |

## Histórico de lançamento
| Região         | Data                | Formato(s)           | Gravadora |
| -------------- | ------------------- | -------------------- | --------- |
| França         | 7 de abril de 2015  | Download digital     | Sony      |
| Alemanha       | 7 de abril de 2015  | Download digital     | Sony      |
| Itália         | 7 de abril de 2015  | Download digital     | Sony      |
| Espanha        | 7 de abril de 2015  | Download digital     | Sony      |
| Estados Unidos | 7 de abril de 2015  | Download digital     | RCA       |
| Estados Unidos | 27 de abril de 2015 | Rádios Hot/Modern/AC | RCA       |